# Liga de Campeones de la EHF 2007-08

## Equipos
| THW Kiel                | US Ivry handball          | Montpellier HB       | Hammarby IF HB         |
| Zarja Kaspija Astrakhan | HC Banik OKD Karvina      | C. BM. Ademar León   | HC Croatia Osiguranje  |
| Kadetten Schaffhausen   | GOG Svendborg TGI         | Portland San Antonio | Tatran Presov          |
| HSV Hamburg             | Chejovskie Medvedi        | ZTR Zaporozhye       | Celje Pivovarna Laško  |
| VfL Gummersbach         | MKB Veszprém KC           | BM Ciudad Real       | SG Flensburg-Handewitt |
| Drammen HK              | Interferie Zaglebie Lubin | RK Gorenje Velenje   | HC Bosna Sarajevo      |
| SC Pick Szeged          |                           |                      |                        |

## Ronda de clasificación
| Equipo 1                 | Agr.  | Equipo 2             | Ida   | Vuelta |
| ------------------------ | ----- | -------------------- | ----- | ------ |
| Viborg HK A/S            | 80-45 | Beşiktaş JK Istanbul | 35-23 | 45-22  |
| HCM Constanta            | 63-48 | KV Sasja HC          | 31-26 | 32-22  |
| ABC de Braga-Andebol SAD | 54-65 | FC Barcelona         | 26-28 | 28-37  |
| HC Vardar PRO - Skopje   | 67-52 | Põlva Serviti        | 37-22 | 30-30  |
| Panevezio "Viking Malt"  | 43-61 | Valur Reykjavik      | 19-28 | 24-33  |
| Italgest Casarano        | 57-67 | A1 Bregenz           | 28-31 | 29-36  |
| RK Crvena Zvezda Beograd | 53-71 | HC Meshkov Brest     | 25-33 | 28-38  |

## Fase de grupos
| Key to colours in group tables                         |
| ------------------------------------------------------ |
| Equipos que avanzan a la Ronda principal               |
| Equipos que avanzan a la Recopa de Europa de Balonmano |
| Equipos eliminados de las competiciones europeas       |

### Grupo A
| Equipo                     | Pts | PJ | PG | PE | PP | GF  | GC  | Dif |
| -------------------------- | --- | -- | -- | -- | -- | --- | --- | --- |
| 1. FC Barcelona            | 12  | 6  | 6  | 0  | 0  | 206 | 155 | +51 |
| 2. US Ivry Handball        | 6   | 6  | 3  | 0  | 3  | 170 | 172 | -2  |
| 3. Zarja Kaspija Astrakhan | 5   | 6  | 2  | 1  | 3  | 172 | 170 | +2  |
| 4. HC Banik OKD Karvina    | 1   | 6  | 0  | 1  | 6  | 140 | 191 | -51 |

### Grupo B
| Team              | Pts | PJ | PG | PE | PP | GF  | GC  | Dif |
| ----------------- | --- | -- | -- | -- | -- | --- | --- | --- |
| 1. THW Kiel       | 12  | 6  | 6  | 0  | 0  | 210 | 169 | +41 |
| 2. Montpellier HB | 8   | 6  | 4  | 0  | 2  | 183 | 169 | +14 |
| 3. Hammarby IF HB | 2   | 6  | 1  | 0  | 5  | 184 | 199 | -15 |
| 4. HCM Constanta  | 2   | 6  | 1  | 0  | 5  | 152 | 192 | -40 |

### Grupo C
| Team                      | Pts | PJ | PG | PE | PP | GF  | GC  | Dif |
| ------------------------- | --- | -- | -- | -- | -- | --- | --- | --- |
| 1. C. BM. Ademar León     | 9   | 6  | 4  | 1  | 1  | 171 | 159 | +12 |
| 2. HC Croatia Osiguranje  | 5   | 6  | 2  | 1  | 3  | 169 | 167 | +2  |
| 3. Kadetten Schaffhausen  | 5   | 6  | 2  | 1  | 3  | 179 | 174 | +5  |
| 4. HC Vardar PRO - Skopje | 5   | 6  | 2  | 1  | 3  | 161 | 180 | -19 |

### Grupo D
| Team                    | Pts | PJ | PG | PE | PP | GF  | GC  | Dif |
| ----------------------- | --- | -- | -- | -- | -- | --- | --- | --- |
| 1. Portland San Antonio | 10  | 6  | 4  | 2  | 0  | 203 | 170 | +33 |
| 2. GOG Svendborg TGI    | 8   | 6  | 3  | 2  | 1  | 196 | 181 | +15 |
| 3. Tatran Presov        | 3   | 6  | 1  | 1  | 4  | 182 | 211 | -29 |
| 4. A1 Bregenz           | 3   | 6  | 1  | 1  | 4  | 172 | 191 | -19 |

### Grupo E
| Team                 | Pts | PJ | PG | PE | PP | GF  | GC  | Dif |
| -------------------- | --- | -- | -- | -- | -- | --- | --- | --- |
| 1. HSV Hamburg       | 11  | 6  | 5  | 1  | 0  | 192 | 159 | +33 |
| 2. Chehovski Medvedi | 9   | 6  | 4  | 1  | 1  | 186 | 155 | +31 |
| 3. ZTR Zaporizhia    | 2   | 6  | 1  | 0  | 5  | 144 | 178 | -34 |
| 4. Viborg HK A/S     | 2   | 6  | 1  | 0  | 5  | 161 | 191 | -30 |

### Grupo F
| Team                     | Pts | PJ | PG | PE | PP | GF  | GC  | Dif |
| ------------------------ | --- | -- | -- | -- | -- | --- | --- | --- |
| 1. VfL Gummersbach       | 9   | 6  | 4  | 1  | 1  | 193 | 167 | +26 |
| 2. Celje Pivovarna Lasko | 7   | 6  | 3  | 1  | 2  | 170 | 159 | +11 |
| 3. MKB Veszprém KC       | 6   | 6  | 2  | 2  | 2  | 184 | 171 | +13 |
| 4. Valur Reykjavik       | 2   | 6  | 1  | 0  | 5  | 151 | 201 | -50 |

### Grupo G
| Team                         | Pts | PJ | PG | PE | PP | GF  | GC  | Dif |
| ---------------------------- | --- | -- | -- | -- | -- | --- | --- | --- |
| 1. BM Ciudad Real            | 12  | 6  | 6  | 0  | 0  | 213 | 153 | +60 |
| 2. SG Flensburg-Handewitt    | 6   | 6  | 3  | 0  | 3  | 179 | 173 | +6  |
| 3. Drammen HK                | 3   | 6  | 1  | 1  | 4  | 181 | 200 | -19 |
| 4. Interferie Zaglebie Lubin | 3   | 6  | 1  | 1  | 4  | 161 | 208 | -47 |

### Grupo H
| Team                  | Pts | PJ | PG | PE | PP | GF  | GC  | Dif |
| --------------------- | --- | -- | -- | -- | -- | --- | --- | --- |
| 1. SC Pick Szeged     | 12  | 6  | 6  | 0  | 0  | 192 | 134 | +58 |
| 2. RK Gorenje Velenje | 8   | 6  | 4  | 0  | 2  | 173 | 169 | +4  |
| 3. HC Bosna Sarajevo  | 2   | 6  | 1  | 0  | 5  | 152 | 186 | -34 |
| 4. HC Meshkov Brest   | 2   | 6  | 1  | 0  | 5  | 154 | 182 | -28 |

## Ronda principal
Esta fase está formada por 4 grupos con 4 equipos cada uno. Los  primeros de cada grupo pasan a las semifinales.

### Grupo 1
| Equipo             | Pts | PJ | PG | PE | PP | GF  | GC  | Dif |
| ------------------ | --- | -- | -- | -- | -- | --- | --- | --- |
| THW Kiel           | 10  | 6  | 5  | 0  | 1  | 191 | 160 | +31 |
| Chejovskie Medvedi | 6   | 6  | 3  | 0  | 3  | 183 | 176 | +7  |
| C. BM. Ademar León | 6   | 6  | 3  | 0  | 3  | 173 | 171 | +2  |
| US Ivry Handball   | 2   | 6  | 1  | 0  | 5  | 173 | 213 | -40 |

| Fecha          | Lugar                             | Local                | Resultado | Visitante            |
| -------------- | --------------------------------- | -------------------- | --------- | -------------------- |
| 9 de octubre   | Sporthall Olimpijski              | Chejovskie Medvedi   | 34-26     | Portland San Antonio |
| 11 de octubre  | Farum Arena                       | FCK Handbold A/S     | 31-34     | HSV Hamburg          |
| 5 de noviembre | O2 World Hamburg                  | HSV Hamburg          | 29-27     | FCK Handbold A/S     |
| 8 de noviembre | Pabellón Universitario de Navarra | Portland San Antonio | 33-27     | Chejovskie Medvedi   |
| 11 de febrero  | O2 World Hamburg                  | HSV Hamburg          | 34-23     | Portland San Antonio |
| 14 de febrero  | Farum Arena                       | FCK Handbold A/S     | 33-37     | Chejovskie Medvedi   |
| 18 de febrero  | Sporthall Olimpijski              | Chejovskie Medvedi   | 30-32     | HSV Hamburg          |
| 21 de febrero  | Pabellón Universitario de Navarra | Portland San Antonio | 38-27     | FCK Handbold A/S     |
| 26 de febrero  | Sporthall Olimpijski              | Chejovskie Medvedi   | 37-34     | FCK Handbold A/S     |
| 1 de marzo     | Pabellón Universitario de Navarra | Portland San Antonio | 27-24     | HSV Hamburg          |
| 4 de marzo     | O2 World Hamburg                  | HSV Hamburg          | 32-31     | Chejovskie Medvedi   |
| 7 de marzo     | Farum Arena                       | FCK Handbold A/S     | 28-27     | Portland San Antonio |

### Grupo 2
| Equipo             | Pts | PJ | PG | PE | PP | GF  | GC  | Dif |
| ------------------ | --- | -- | -- | -- | -- | --- | --- | --- |
| BM Ciudad Real     | 10  | 6  | 5  | 0  | 1  | 167 | 148 | +19 |
| VfL Gummersbach    | 6   | 6  | 3  | 0  | 3  | 179 | 170 | +9  |
| Montpellier HB     | 6   | 6  | 3  | 0  | 3  | 175 | 179 | -4  |
| RK Gorenje Velenje | 2   | 6  | 1  | 0  | 5  | 156 | 180 | -24 |

| Fecha          | Lugar                             | Local                | Resultado | Visitante            |
| -------------- | --------------------------------- | -------------------- | --------- | -------------------- |
| 9 de octubre   | Sporthall Olimpijski              | Chejovskie Medvedi   | 34-26     | Portland San Antonio |
| 11 de octubre  | Farum Arena                       | FCK Handbold A/S     | 31-34     | HSV Hamburg          |
| 5 de noviembre | O2 World Hamburg                  | HSV Hamburg          | 29-27     | FCK Handbold A/S     |
| 8 de noviembre | Pabellón Universitario de Navarra | Portland San Antonio | 33-27     | Chejovskie Medvedi   |
| 11 de febrero  | O2 World Hamburg                  | HSV Hamburg          | 34-23     | Portland San Antonio |
| 14 de febrero  | Farum Arena                       | FCK Handbold A/S     | 33-37     | Chejovskie Medvedi   |
| 18 de febrero  | Sporthall Olimpijski              | Chejovskie Medvedi   | 30-32     | HSV Hamburg          |
| 21 de febrero  | Pabellón Universitario de Navarra | Portland San Antonio | 38-27     | FCK Handbold A/S     |
| 26 de febrero  | Sporthall Olimpijski              | Chejovskie Medvedi   | 37-34     | FCK Handbold A/S     |
| 1 de marzo     | Pabellón Universitario de Navarra | Portland San Antonio | 27-24     | HSV Hamburg          |
| 4 de marzo     | O2 World Hamburg                  | HSV Hamburg          | 32-31     | Chejovskie Medvedi   |
| 7 de marzo     | Farum Arena                       | FCK Handbold A/S     | 28-27     | Portland San Antonio |

### Grupo 3
| Equipo                 | Pts | PJ | PG | PE | PP | GF  | GC  | Dif |
| ---------------------- | --- | -- | -- | -- | -- | --- | --- | --- |
| HSV Hamburg            | 8   | 6  | 3  | 2  | 1  | 187 | 180 | +7  |
| Portland San Antonio   | 6   | 6  | 2  | 2  | 2  | 179 | 172 | +7  |
| HC Croatia Osiguranje  | 6   | 6  | 3  | 0  | 3  | 170 | 177 | -7  |
| SG Flensburg-Handewitt | 4   | 6  | 1  | 2  | 3  | 176 | 183 | -7  |

| Fecha          | Lugar                             | Local                | Resultado | Visitante            |
| -------------- | --------------------------------- | -------------------- | --------- | -------------------- |
| 9 de octubre   | Sporthall Olimpijski              | Chejovskie Medvedi   | 34-26     | Portland San Antonio |
| 11 de octubre  | Farum Arena                       | FCK Handbold A/S     | 31-34     | HSV Hamburg          |
| 5 de noviembre | O2 World Hamburg                  | HSV Hamburg          | 29-27     | FCK Handbold A/S     |
| 8 de noviembre | Pabellón Universitario de Navarra | Portland San Antonio | 33-27     | Chejovskie Medvedi   |
| 11 de febrero  | O2 World Hamburg                  | HSV Hamburg          | 34-23     | Portland San Antonio |
| 14 de febrero  | Farum Arena                       | FCK Handbold A/S     | 33-37     | Chejovskie Medvedi   |
| 18 de febrero  | Sporthall Olimpijski              | Chejovskie Medvedi   | 30-32     | HSV Hamburg          |
| 21 de febrero  | Pabellón Universitario de Navarra | Portland San Antonio | 38-27     | FCK Handbold A/S     |
| 26 de febrero  | Sporthall Olimpijski              | Chejovskie Medvedi   | 37-34     | FCK Handbold A/S     |
| 1 de marzo     | Pabellón Universitario de Navarra | Portland San Antonio | 27-24     | HSV Hamburg          |
| 4 de marzo     | O2 World Hamburg                  | HSV Hamburg          | 32-31     | Chejovskie Medvedi   |
| 7 de marzo     | Farum Arena                       | FCK Handbold A/S     | 28-27     | Portland San Antonio |

### Grupo 4
| Equipo                | Pts | PJ | PG | PE | PP | GF  | GC   | Dif |
| --------------------- | --- | -- | -- | -- | -- | --- | ---- | --- |
| FC Barcelona          | 8   | 6  | 4  | 0  | 2  | 194 | 1874 | +20 |
| GOG Svendborg TGI     | 7   | 6  | 3  | 1  | 2  | 184 | 184  | 0   |
| SC Pick Szeged        | 6   | 6  | 3  | 0  | 3  | 169 | 176  | -7  |
| Celje Pivovarna Laško | 3   | 6  | 1  | 1  | 4  | 172 | 185  | -13 |

| Fecha         | Lugar               | Local                 | Resultado | Visitante             |
| ------------- | ------------------- | --------------------- | --------- | --------------------- |
| 10 de febrero | Gudme-Hallerne      | GOG Svendborg TGI     | 35-33     | FC Barcelona          |
| 10 de febrero | Arena Zlatorog      | Celje Pivovarna Laško | 35-30     | SC Pick Szeged        |
| 16 de febrero | Palau Blaugrana     | FC Barcelona          | 39-28     | Celje Pivovarna Laško |
| 17 de febrero | Városi Sportcsarnok | SC Pick Szeged        | 34-33     | GOG Svendborg TGI     |
| 17 de febrero | Városi Sportcsarnok | SC Pick Szeged        | 28-33     | FC Barcelona          |
| 24 de febrero | Gudme-Hallerne      | GOG Svendborg TGI     | 34-33     | Celje Pivovarna Laško |
| 1 de marzo    | Arena Zlatorog      | Celje Pivovarna Laško | 27-32     | FC Barcelona          |
| 2 de marzo    | Gudme-Hallerne      | GOG Svendborg TGI     | 28-25     | SC Pick Szeged        |
| 8 de marzo    | Palau Blaugrana     | FC Barcelona          | 29-24     | GOG Svendborg TGI     |
| 8 de marzo    | Városi Sportcsarnok | SC Pick Szeged        | 20-19     | Celje Pivovarna Laško |
| 15 de marzo   | Palau Blaugrana     | FC Barcelona          | 28-32     | SC Pick Szeged        |
| 7 de marzo    | Arena Zlatorog      | Celje Pivovarna Laško | 30-30     | GOG Svendborg TGI     |

## Semifinales
| Equipo 1       | Agr.  | Equipo 2     | Ida   | Vuelta |
| -------------- | ----- | ------------ | ----- | ------ |
| BM Ciudad Real | 60:59 | HSV Hamburg  | 34:27 | 26:32  |
| THW Kiel       | 78:75 | FC Barcelona | 41:31 | 37:44  |

### BM Ciudad Real - HSV Hamburg
| 6 de abril de 2008 | BM Ciudad Real     | 34:27 (18:14) | HSV Hamburg   | Quijote Arena, Ciudad Real                                                                     |                                                                                                |
|                    | Siarhei Rutenka 10 |               | Heiko Grimm 6 | Asistencia: 5.200 espectadores Árbitro(s): Miroslaw Baum (Polonia) y Marek Goralczyk (Polonia) | Asistencia: 5.200 espectadores Árbitro(s): Miroslaw Baum (Polonia) y Marek Goralczyk (Polonia) |

| 11 de abril de 2008 | HSV Hamburg   | 32:26 (14:11) | BM Ciudad Real      | O2 World Hamburg, Hamburgo                                                                |                                                                                           |
|                     | Pascal Hens 8 |               | Olafur Stefansson 8 | Asistencia: 13.000 espectadores Árbitro(s): Gilles Bord (Francia) y Olivier Buy (Francia) | Asistencia: 13.000 espectadores Árbitro(s): Gilles Bord (Francia) y Olivier Buy (Francia) |

### THW Kiel - FC Barcelona
| 6 de abril de 2008 | THW Kiel      | 41:31 (20:15) | FC Barcelona      | Sparkassen-Arena, Kiel                                                                               | |
|                    | Filip Jicha 9 |               | Demetrio Lozano 9 | Asistencia: 10.300 espectadores Árbitro(s): Valentyn Vakula (Ucrania) y Aleksandr Liudovyk (Ucrania) | Asistencia: 10.300 espectadores Árbitro(s): Valentyn Vakula (Ucrania) y Aleksandr Liudovyk (Ucrania) |

| 13 de abril de 2008 | FC Barcelona   | 44:37 (19:20) | THW Kiel            | Palau Blaugrana, Barcelona                                                                           | |
|                     | Iker Romero 10 |               | Nikola Karabatić 10 | Asistencia: 6.500 espectadores Árbitro(s): Per Olesen (Dinamarca) y Lars Ejby Pedersen ( (Dinamarca) | Asistencia: 6.500 espectadores Árbitro(s): Per Olesen (Dinamarca) y Lars Ejby Pedersen ( (Dinamarca) |

## Final
| Equipo 1       | Agr.  | Equipo 2 | Ida   | Vuelta |
| -------------- | ----- | -------- | ----- | ------ |
| BM Ciudad Real | 58-54 | THW Kiel | 27-29 | 31 -25 |

### BM Ciudad Real - THW Kiel
| 4 de mayo de 2008 | BM Ciudad Real      | 27:29 (13:14) | THW Kiel           | Quijote Arena, Ciudad Real                                                                         | |
|                   | Olafur Stefansson 6 |               | Nikola Karabatić 9 | Asistencia: 5.500 espectadores Árbitro(s): Slobodan Visekruna (Serbia) y Zoran Stanojevic (Serbia) | Asistencia: 5.500 espectadores Árbitro(s): Slobodan Visekruna (Serbia) y Zoran Stanojevic (Serbia) |

| 11 de mayo de 2008 | THW Kiel        | 25:31 (13:15) | BM Ciudad Real       | Sparkassen-Arena, Kiel                                                                              | |
|                    | Vid Kavticnik 8 |               | Olafur Stefansson 12 | Asistencia: 10.300 espectadores Árbitro(s): Darko Repensek (Eslovenia) y Janko Pozeznik (Eslovenia) | Asistencia: 10.300 espectadores Árbitro(s): Darko Repensek (Eslovenia) y Janko Pozeznik (Eslovenia) |